# 伊妥木单抗
伊妥木单抗（INN：Iratumumab）是一种人单克隆抗体，用于治疗肿瘤疾病，例如复发难治性CD30阳性淋巴瘤（包括霍奇金病）。这种药物是由Medarex开发的，后来被百时美施贵宝收购。
美国食品药品监督管理局于2004年授予治疗霍奇金淋巴瘤的孤儿药资格。2009 年，开发被暂停，且没有给出任何解释。